# Laedere qui potuit, prodesse aliquando valebit
 Laedere qui potuit, prodesse aliquando valebit  лат. (изговор:ледере кви потуит, продесе аликвандо валебит). Ко је могао шкодити, моћи ће некада и користити. (Катон) 

## Поријекло изреке
Изрекао  Катон римски државник и књижевник на смјени трећег у други вијек старе ере.

## Значење
Када неко има моћ да проузрокује штету, у другачијим околностима та евидентна снага може бити и од користи.